# 郁华
郁华（1884年—1939年11月23日）是一位中国刑法学家，法官。

## 生平
原名庆云，字曼陀，1884年出生于浙江省富阳县满州弄（今达夫弄），早年参加南社，1905年考取浙江省官费奖学金赴日留学，进入早稻田大学清国留学生部师范科，后转入法政大学专门部法律科，1910年回国，次年担任京师高等审判厅推事、清朝大理院推事。1913年来日本考察司法制度，也陪弟弟郁达夫赴日留学。1914年回国担任北洋政府大理院推事。1928年担任司法行政事司第三科科长。1929年担任沈阳大理院东北分院刑庭庭长兼代理院长，1932年担任上海江苏高等法院第二分院刑事庭庭长。此外还兼任東吳大學和上海法政学院教授。曾多次营救帮助左派人士，包括田汉、阳翰笙和廖承志。
1939年11月23日因前一天宣布杀害《申报》爱国记者瞿钺的特务死刑，在威海卫路智仁勇女中附近被汪精衛政權中國國民黨中央執行委員會特務委員會特工總部特务暗杀。1940年3月4日举行追悼会，后葬于大场烈士公墓。1983年12月浙江省富阳县（现杭州市富阳区）政府建立衣冠冢双烈园缅怀两位烈士。

## 家庭
弟弟是作家郁达夫，妻子是陈碧岑，女儿是散文家郁风，女婿是画家黄苗子。

## 著作
- 《东京杂事记》
- 《东京竹枝词》